# Giacobbe Fragomeni
Giacobbe Fragomeni (* 13. August 1969 in Mailand, Italien) ist ein ehemaliger italienischer Boxer und ehemaliger WBC-Weltmeister im Cruisergewicht.

## Amateurkarriere
Giacobbe Fragomeni gewann 1993 eine Bronzemedaille im Halbschwergewicht bei den Mittelmeerspielen und startete bei den Weltmeisterschaften 1995, wo er im Achtelfinale knapp mit 9:12 gegen Amrou Moustafa ausschied.
1997 gewann er dann im Schwergewicht die Mittelmeerspiele und nahm an den Weltmeisterschaften 1997 teil, wo er erst im Viertelfinale gegen den späteren Gold-Medaillengewinner Ruslan Chagayev unterlag. Da dieser jedoch nachträglich disqualifiziert wurde, da er bereits bei den Profis geboxt hatte, rückte Fragomeni auf den dritten Platz nach und erhielt damit eine Bronzemedaille.
Seinen größten Erfolg erzielte er dann mit dem Gewinn der Goldmedaille im Schwergewicht bei den Europameisterschaften 1998, wobei ihm auch ein Sieg gegen den späteren Doppelweltmeister Jewgeni Makarenko gelang. Zudem gewann er mit einem kampflosen Ausstieg im Finale, die Silbermedaille beim Weltcup 1998.
Bei den Weltmeisterschaften 1999 schied er erst im Viertelfinale knapp mit 7:9 gegen Kevin Evans aus und startete noch bei den Olympischen Spielen 2000, wo er im Achtelfinale gegen Isael Álvarez ausschied.

## Profikarriere
Giacobbe Fragomeni boxte als Profi von Mai 2001 bis Dezember 2017. Er gewann 25 seiner ersten 26 Kämpfe und wurde dabei IBF-Mediterranean-Champion, WBC-International-Champion und EBU-European Union-Champion im Cruisergewicht. Seine bis dahin einzige Niederlage erlitt er am 17. November 2006 in London beim Kampf um die EBU-Europameisterschaft gegen David Haye.
Diese Erfolge eröffneten ihm am 24. Oktober 2008 eine WBC-Weltmeisterschaftschance im Cruisergewicht. Der WBC-Titel war vakant, nachdem David Haye diesen im Mai 2008 niedergelegt hatte um in das Schwergewicht aufzusteigen. Fragomeni boxte dabei in seiner Geburtsstadt Mailand gegen den ungeschlagenen Tschechen Rudolf Kraj, Silber-Medaillengewinner der Olympischen Spiele 2000, welcher die Titelchance durch einen Sieg im Ausscheidungskampf gegen den US-Amerikaner Matt Godfrey erhalten hatte. Der Kampf zwischen Fragomeni und Kraj endete in der achten Runde mit einer technischen Entscheidung, nachdem Fragomeni durch einen unbeabsichtigten Kopfstoß des Tschechen verletzt worden war. Daraufhin kam es zur Auswertung der Punktezettel, auf denen Fragomeni einstimmig in Führung lag und daher zum neuen WBC-Weltmeister ernannt wurde. Er wurde damit zum erst zweiten italienischen WBC-Weltmeister dieser Gewichtsklasse nach Massimiliano Duran, der den Titel im Juli 1990 gewonnen hatte.
Am 16. Mai 2009 gelang ihm in Rom eine knappe Titelverteidigung aufgrund eines Unentschieden gegen den Polen Krzysztof Włodarczyk, welcher zu diesem Zeitpunkt auf Platz 3 der Weltrangliste des Ring Magazine geführt worden war.
In seiner zweiten Titelverteidigung am 21. November 2009 in Kiel verlor er dann knapp durch Mehrheitsentscheidung der Punktrichter gegen den ungeschlagenen Ungarn Zsolt Erdei. Erdei war für diesen Kampf aus dem Halbschwergewicht aufgestiegen, wo er den WBO-Weltmeistertitel seit Januar 2004 gehalten hatte. Erdei legte den WBC-Titel jedoch im Januar 2010 nieder, ohne diesen verteidigt zu haben.
Am 15. Mai 2010 konnte Fragomeni erneut um den vakanten WBC-Titel boxen, verlor jedoch diesmal im polnischen Łódź durch Technischen Knockout (TKO) in der achten Runde gegen Krzysztof Włodarczyk.
In seinen folgenden acht Kämpfen blieb er wieder ungeschlagen, wobei er im Dezember 2012 auch Silvio Branco besiegen konnte und dadurch WBC-Silver-Champion wurde. Zudem wurde er mit einem Sieg gegen Laszlo Hubert erneut WBC-International-Champion. Er empfahl sich damit erneut für einen WBC-Weltmeisterschaftskampf, welchen er jedoch am 6. Dezember 2013 in Chicago erneut gegen Krzysztof Włodarczyk verlor.
Am 24. Oktober 2014 verlor er in einem EBU-Europameisterschaftskampf in Moskau durch Knockout (KO) in der vierten Runde gegen Rachim Tschachkijew. Fragomeni bestritt anschließend nur noch vier Kämpfe, den letzten am 22. Dezember 2017 im Alter von 48 Jahren.